# Distretto di El Hadaiek
Il distretto di El Hadaiek è un distretto della Provincia di Skikda, in Algeria.

## Comuni
Il distretto di El Hadaiek comprende 3 comuni:
- El Hadaiek
- Aïn Zouit
- Bouchtata